# パームビーチガーデンズ (フロリダ州)
パームビーチガーデンズ（Palm Beach Gardens）は、アメリカ合衆国フロリダ州のパームビーチ郡にある都市。人口は5万9182人（2020年）。マイアミ都市圏の北部に位置している。

## 概要
不動産ディベロッパー主導で開発されたニュータウンである。ゴルフ場を中核とする住宅地で、富裕層の住民が多い。PGAナショナルリゾート（en:PGA National Resort）などの名門ゴルフコースが立地している。

## 歴史
1959年に法人化した時点では全くの未開発地であり統計上の人口は1人だった。

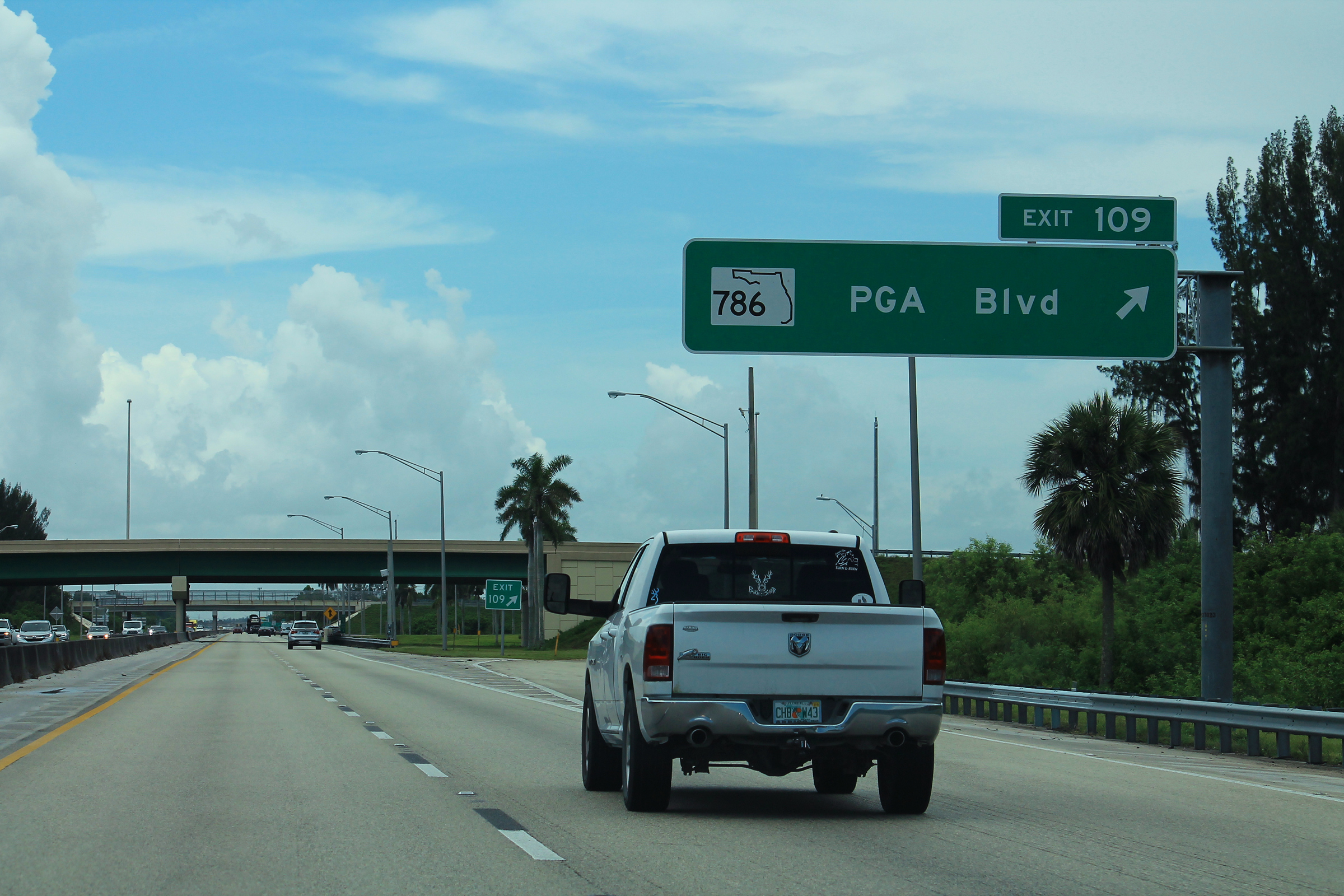
フロリダ ターンパイク

## 関係者
- クリス・ボルスタッド：野球選手